# Гипсленд
Ги́псленд (англ. Gippsland) — географическая область  на юго-востоке штата Виктория на юго-востоке Австралии. С севера, северо-запада и северо-востока эта впадина обрамлена Австралийскими Альпами и их отрогами. На западе граничит с пригородами Мельбурна и заливом Порт-Филлип.
Коренными жителями являются австралийские аборигены из народа курнаи. Легенды курнаев говорят о переселении их предков в Гипсленд с запада или северо-запада.
Названа польским географом Павлом Эдмундом Стшелецким в честь губернатора Нового Южного Уэльса Джорджа Гиппса (George Gipps; 1790—1847). Шотландский путешественник Агнус Макмиллан назвал регион «Австралийская Каледония».
На территории региона и прилегающей акватории Бассова пролива и Тасманова моря находится одноимённый нефтегазоносный бассейн площадью 41 тыс. км². Начальные разведанные запасы во впадине Гипсленд оцениваются в 513 млн т нефти и около 350 млрд м³ газа.
Территория региона поделена на избирательные округа Гипсленд, Флиндерс и Монаш (до 2019 года — Макмиллан), в которых проходят выборы в Палату представителей Австралии.